# 謝美臣
謝美臣·德·赫蘇斯·納西門托（Jemerson de Jesus Nascimento，1992年8月24日—）是巴西的職業足球運動員，司職中後衛，現時為自由身。
2016年1月31日，謝美臣和摩納哥簽約5年。.

## 外部連結
- Atlético Mineiro profile （葡萄牙文）
- Soccerway資料庫：謝美臣